# Escudo heráldico de la casa solariega de Genicera
El escudo heráldico nobiliario de Genicera es un blasón pétreo realizado en piedra caliza que se encuentra en la casa solariega de esta localidad.

## Modelo oficial del escudo
El escudo se realiza en dos bloques pétreos y es de medianas dimensiones, en la mayor de las piedras trae el campo y los lambrequines mientras que la piedra más pequeña trae el timbre. La forma del campo es la tradicional española, su forma rectangular, cuadrilonga y redondeada en su parte inferior -arco carpanel al revés, sin punta-. Su proporción es de cinco de ancho por seis de alto; es acaudado puesto que no está rematado en punta.

## Elementos y cuarteles del escudo

Escudo heráldico nobiliario de Genicera reconstruido según la labra del escudo de los condes de Villapadierna

En cuanto a las particiones de este campo, se observa claramente que está "cortado y dos veces partido", y se dan cita seis alianzas distintas en sus seis cuarteles.
- Primer cuartel: en campo de gules trae tres fajas de azur y carece de la bordura tradicional del apellido al que corresponden estas armas. Pertenece este escudo de armas al apellido "TAPIA".[nota 2]

- Segundo cuartel: se encuentra en teoría partido, si bien en la labra no se observa dicha partición, en la primera de ellas, sobre sinople, un sotuer de oro. Armas de los "DIEZ". En la segunda partición un águila exployada con alas hacia la punta que mira a la diestra. Armas de los "VECILLA". Corresponden estas armas al apellido "DIEZ-VECILLA".[nota 3]

- Tercer cuartel: trae un castillo donjonado y flanqueado por dos árboles sobre ondas de agua, sobre todo una concha o Venera de Santiago. Corresponden estas armas al apellido "CONCHES".[nota 4]

- Cuarto cuartel: está ocupado por una rama de árbol con hojas de la que cuelga una caldera o ferrera posada sobre la rama, mirando a la siniestra, trae una pájara. Corresponden estas armas al apellido "FERRERAS".[nota 5]

- Quinto cuartel: está ocupado por cinco flores de lis que están desordenadas, si bien debieran de ir en sotuer. Pudieran corresponder estas armas al apellido "ORDÁS".

- Sexto cuartel: sobre azur, un árbol de sinople frutado de oro a cuyo tronco se empinan dos cabras de plata. Corresponden estas armas al apellido "ARGÜELLO".

Primer cuartel: armas del escudo de Tapia
Segundo cuartel: armas del escudo de Díez-Vecilla
Tercer cuartel: armas del escudo de Conches
Cuarto cuartel: armas del escudo de Ferreras
Quinto cuartel: armas del escudo de Ordás
Sexto cuartel: armas del escudo Argüello

### Timbre
Timbra el campo de este escudo de armas el yelmo de hidalgo, aparece terciado a la diestra -signo de hidalguía con jurisdicción-, su visera permanece cerrada y por airón lleva un penacho que está compuesto por cuatro plumas y dos enormes telas jironadas que recorren el resto de la piedra sin dejar huecos.

### Lambrequín
Tienen un marcado carácter de sencillez; está adornado este escudo por una cartelera con filacterias retorcidas de las que cuelgan granadas y a los costados de la punta trae dos tritones inberbes que actúan de tenantes y ven el exterior de la labra.

## Historia del escudo

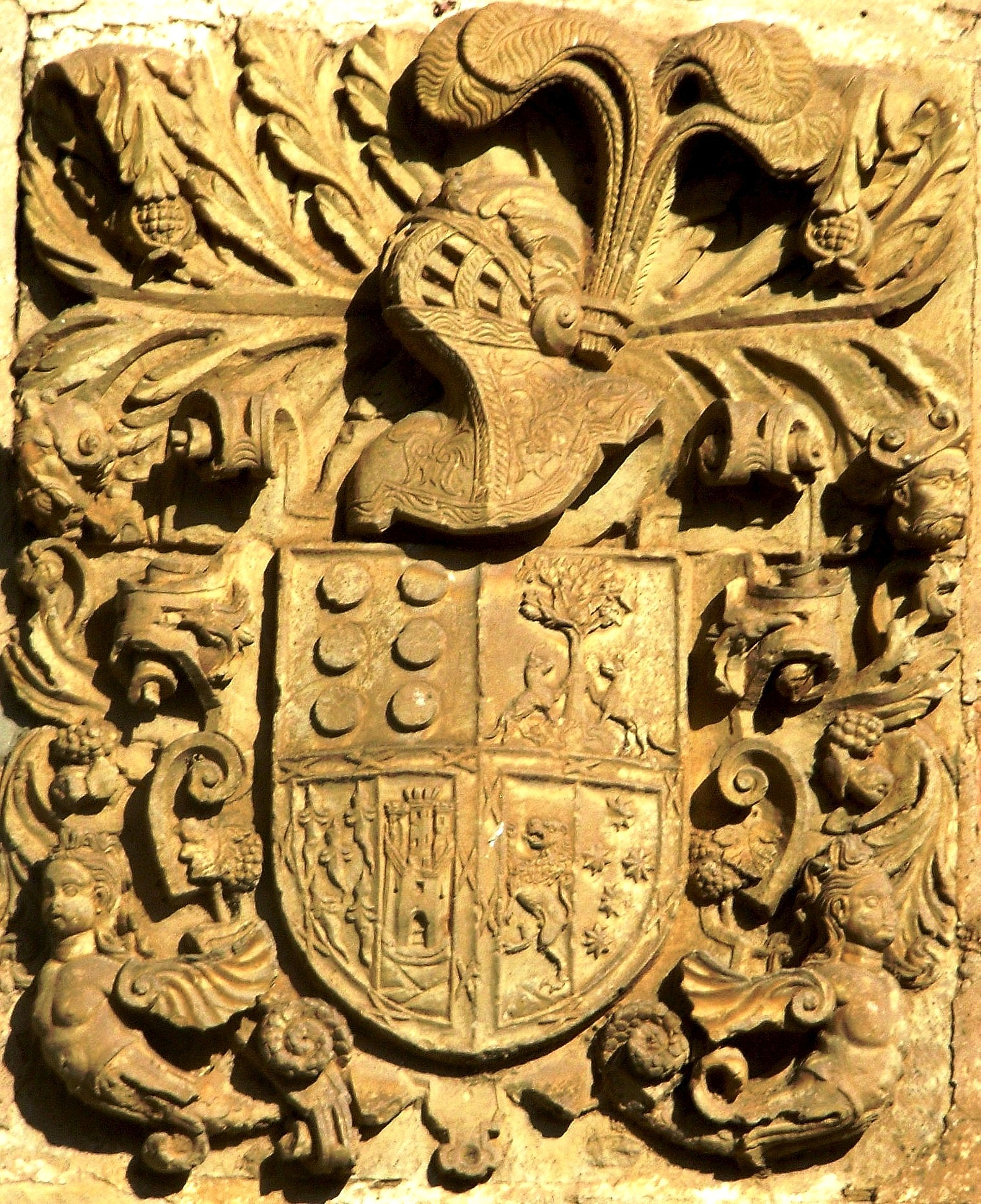
Escudo de Villapadierna.

Este escudo de Genicera se trata de una orden de caballería, probablemente de los Caballeros del Santo Sepulcro de Jerusalén. Se encuentra en el zaguán de la casa aunque antes de la Guerra Civil se encontraba en el exterior del edificio, en la fachada principal.
En cuanto a su composición formal, presenta un enorme parecido ornamental con el escudo de los condes de Villapadierna-Castro.